# Борова (притока Мжи)
Борова́  (Боровий, Борове́нька, Аксютівка, Сезенів) — річка в Україні, в межах Зміївської міської громади Чугуївського району Харківської області. Ліва притока річки Мжа. 
Довжина 11 км, похил річки — 4,8 м/км. Площа водозбірного басейну — 48,6 км².

## Розташування
Поблизу сіл Костянтівка, Реп'яхівка, Аксютівка, Борова на річці розташовані ставки. Впадає в річку Мжа на 16 км від її витоку. 

## Притоки
- Яр Проворітний - ліва притока[1]
- Балка Шарикова - ліва притока[2]
- Яр Погорілин - права притока[3]
- Яр Ведмежий - ліва притока[4]
- Яр Садки - ліва притока[5]